# グンジョーブタイ
グンジョーブタイ（Gunjyo Butai）は、日本の劇団。
2013年、深海哲哉が梅田麻衣と旗揚げ。「日常と、非日常の曖昧さ」をコンセプトに広島を拠点に活動。

## メンバー
- 深海哲哉（主宰）
- 梅田麻衣（副代表）
- 尾村美瞳
- 高石悠花
- 北木悠里
- 松陰未羽
- 城戸悠妃
- 礒本琴葉
- 下駄 愛花
- 岡邊伶祐
- 野田楓稀
- 大和真彩子
- 三隅友莉子

## 以前在籍していた主なメンバー
- 竹野弘識 - 演劇ユニット「メガジョッキ」主宰
- 常山大志
- 小林冴季子
- 長澤拓真
- 泉晟
- 山田眞子
- 内田有咲
- Lie.

## 公演
- ウィンターイルミネーション　朗読劇（国営備北丘陵公園）2013年
- 牡丹の花と若者劇（フラワーフェスティバル）2014年
- 羅生門（浜松市）2014年
- ウィンターイルミネーション　朗読劇（国営備北丘陵公園）2015年
- ピアノ2015年
- あの橋まで30メートル（旧日本銀行広島支店）2015年
- 「魔女の夜」「不毛ドライブ」（第1回本公演）2015年
- 「燕のいる駅」（オトコのグンジョー公演）2016年
- 「相対的浮世絵」（第2回本公演）2017年
- 「幸せ最高ありがとうマジで！」（第3回本公演）2017年
- 「未視感、流転するビルヂング」（企画公演）2018年
- 「散歩する侵略者」（第4回本公演）2018年
- 「ロクな死にかた」（第5回本公演）2019年
- 「ニンゲン畜生奇譚」（第6回本公演）2020年
- 「あゆみ」（オンナのグンジョー公演）2021年
- 「（一）変容する日々（二）燃料用ガスがあたえられたとせよ」（第7回本公演）2021年
- 「楽屋〜流れ去るものはやがてなつかしき〜」（企画公演）2022年
- 「甘くなく苦くなく、子供でもなくましてや大人でもない」（第8回本公演）2022年
- 「ゆうれい」（第9回本公演）2023年
- 「サカシマ」（第10回本公演）2024年